# Instituto Politécnico de Betano
O Instituto Politécnico de Betano (IPB) é uma instituição de ensino superior politécnico de Timor-Leste.
O IPB tem a sua sede no suco de Betano, no Município de Manufahi.

## Histórico
Em 2013, a Universidade Nacional Timor-Lorosa’e (UNTL) começou a desenvolver o projeto para a criação de um Instituto Politécnico localizado em Betano, com foco na área da Engenharia num terreno de 3 hectares. 
Em janeiro de 2016, foram concluídas as obras de construção de infraestruturas básicas em Betano.
A Comissão Instaladora do Instituto Politécnico de Betano definiu que o instituto atuaria na oferta formativa sobre o sector primário - agricultura e pecuária - e as engenharias, englobando a Escola Superior de Agronomia e Zootécnica e a Escola Superior de Ciências da Engenharia, a fim de capacitar os jovens timorenses para atividades profissionais.
Em 9 de Novembro de 2016, foi publicado o Decreto-Lei Nº 45/2016 criando o IPB, gozando de autonomia estatutária, científica, cultural e pedagógica, administrativa, financeira, patrimonial e disciplinar.
Em 23 fevereiro de 2017, as atividades letivas tiveram início.